# Hattenhofen (Bayern)
Hattenhofen (Bayern) este o comună din landul Bavaria, Germania.